# Отдел „За работа с народните съвети и масовите организации“ при ЦК на БКП (1957 – 1962)
Отделът „За работа с народните съвети и масовите организации“ при ЦК на БКП се създава по решение на Политбюро от 13 юли 1957 г. Комплектува се главно от онези сътрудници в отделите на ЦК и на обществените организации, които до създаването му са се занимавали с въпросите на масовите организации и народните съвети. Такива отдели не се изграждат към местните партийни комитети.
Отделът „За работа с народните съвети и масовите организации“ съществува до 26 декември 1962 г., когато по решение на Политбюро се закрива и функциите му се поемат от другите отдели на ЦК на БКП. 